# Kitazawa Rakuten
Kitazawa Yasuji (北澤 保次) (Omiya te Saitama, 20 juli 1876 - 25 augustus 1955), beter gekend als zijn pseudoniem Kitazawa Rakuten (北澤 楽天), was een Japans mangaka en nihonga kunstenaar. Hij tekende veel cartoons en strips tijdens de late Meijiperiode en de vroege Showaperiode. Veel geschiedkundigen benoemen hem de uitvinder van de moderne manga omdat zijn werk een jongere generatie mangaka en animators inspireerde.
Rakuten was de eerste professionele cartoonist in Japan en de eerste die het woord "manga" in diens moderne betekenis gebruikte.

## Biografie

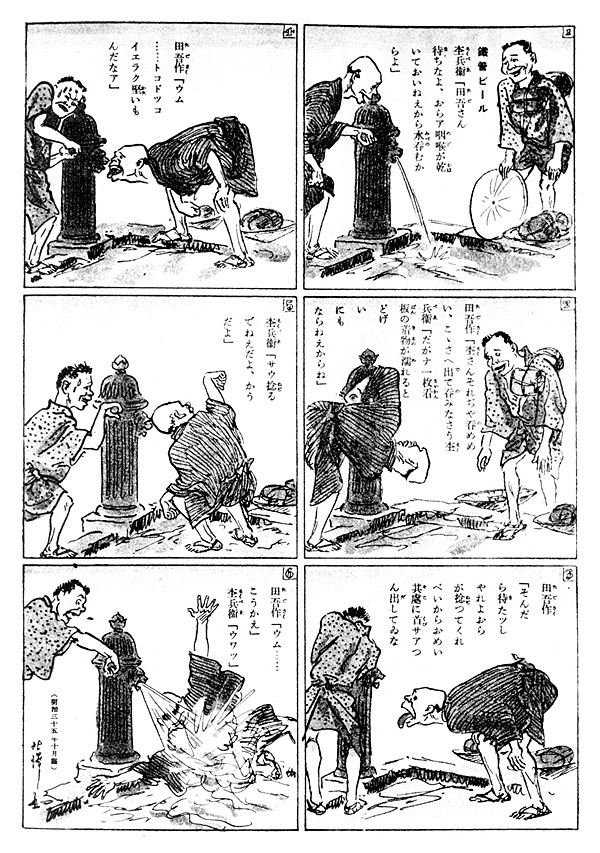
Tagosaku to Mokube no Tōkyō-Kenbutsu (1902)

Rakuten werd geboren in 1876 in het Kita Adachi district van Omiya te Saitama. Hij studeerde de Westerse schilderkunsten bij Ono Yukihiko en Nihonga bij Inoue Shunzui. Vanaf 1895 tekende hij voor het Engelstalige magazine Box of Curios. Zijn mentor was Frank Arthur Nankivell, een Australisch kunstenaar die later naar Amerika trok om er te werken voor het Puck Magazine.
Vanaf 1899 werkte Rakuten bij Jiji Shimpo, een dagelijkse krant van Yukichi Fukuzawa. Vanaf januari 1902 werkte hij mee aan Jiji Manga, een strippagina die in de zondagseditie van de krant stond. Zijn strips voor deze krant waren geïnspireerd door Amerikaans werk als Katzenjammer Kids, Yellow Kid en Frederick Burr Opper.
In 1905 richtte Rakuten een kleurrijk satirisch tijdschrift op getiteld Tokyo Puck. Het werd vertaald in het Engels en het Chinees en werd buiten Japan ook in Korea, China en Taiwan verkocht. Hij werkte bij dit magazine tot in 1915. Daarna keerde hij terug naar Jiji Shimpo, waar hij bleef tot zijn pensioen in 1932.
In 1929 hield Rakuten een privétentoonstelling in Parijs, dit op aanraden van de Franse ambassadeur. Hij werd hiervoor benoemd in het Legioen van Eer voor. Tijdens Wereldoorlog II was hij de voorzitter van Nihon Manga Hoko Kai, een stripgroep van de overheid die Japan in de oorlog steunde.

## Invloed
Zowel voor als na zijn pensioen begeleidde Rakuten vele jonge mangaka en animatoren, waaronder Hekoten Shimokawa, Japan's eerste cartoon animator. Samen met Ippei Okamoto was Rakuten Osamu Tezuka's lievelingsmangaka.

## Werkselectie
- Tagosaku to Mokubē no Tōkyō-Kenbutsu (田吾作と杢兵衛の東京見物,)
- Haikara Kidorō no Sippai (灰殻木戸郎の失敗,)
- Chame to Dekobō (茶目と凸坊,)
- Teino Nukesaku (丁野抜作,)
- Tonda Haneko Jō (とんだはね子嬢,) (eerste manga met een vrouwelijke protagonist)